# هيو ماكنتاير
هيو ماكنتاير (بالإنجليزية: Hugh Pearson McIntyre)‏ هو فلاح نيوزيلندي، ولد في 12 أكتوبر 1888، وتوفي في 21 سبتمبر 1982.